# Klip

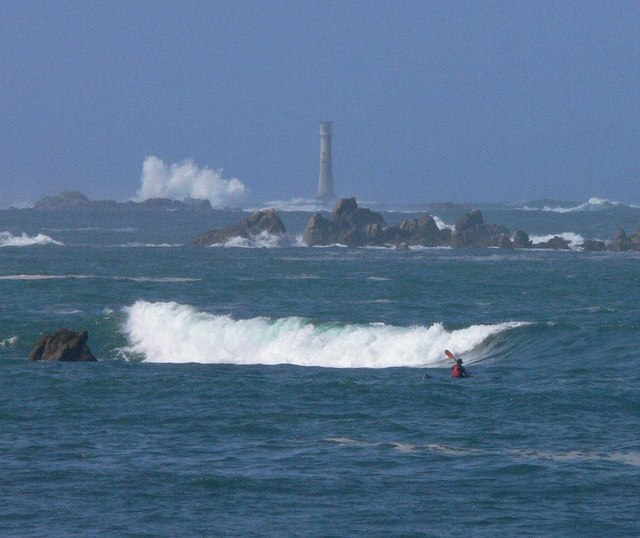
Talloze klippen nabij de Scilly-eilanden, met op de achtergrond de vuurtoren van Bishop Rock

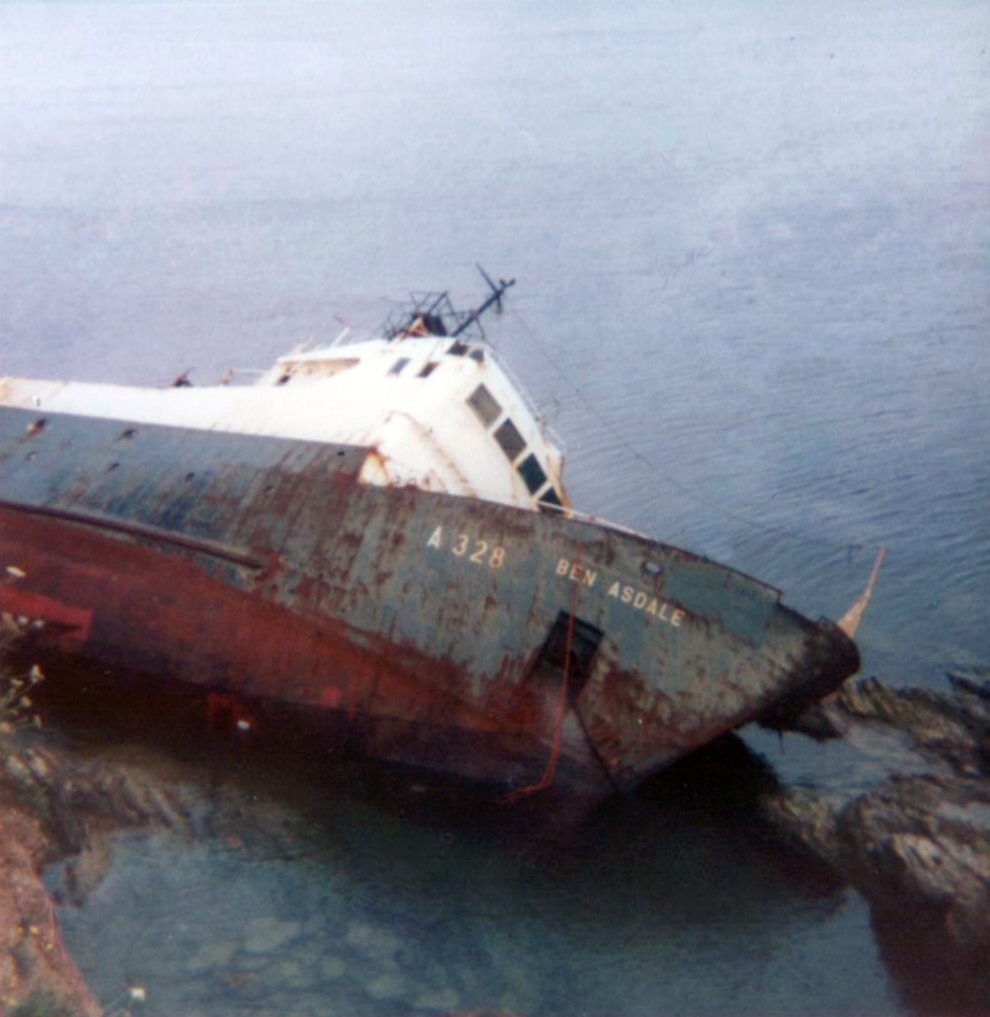
De trawler Ben Asdale, bij een storm op de klippen gelopen voor de kust van Cornwall

Een klip is een rif of een rots in het water die duidelijk hoger ligt dan de omliggende zeebodem, en waarvan het hoogste punt nauwelijks boven water uit steekt of net onder water blijft. In het laatste geval wordt ook wel gesproken van een ondiepte.
Vaak bevinden klippen zich in de nabijheid van rotsachtige kliffenkusten, die ten gevolge van de branding ontstaan zijn door erosie. Ze kunnen echter ook verder in zee voorkomen.

## Gevaar
Klippen vormen vaak een groot gevaar voor de scheepvaart vanwege het risico op schipbreuk, vandaar de uitdrukking 'op de klippen lopen'. Klippen worden daarom vaak gemarkeerd door een baken en op zeekaarten vermeld.

## Zie ook

Zeekaart met daarop linksboven een aantal klippen aangegeven met ⁜